# عطاالله امیدوار
عطاالله امیدوار (زادهٔ ۲ فروردین ۱۳۲۵ – درگذشتهٔ ۱۳ دی ۱۴۰۰) معمار، شهرساز، فیلمساز، نقاش، خواننده و نوازندهٔ اهل ایران بود.

## زندگی‌نامه
عطاالله امیدوار در سال ۱۳۲۵ در شهر بافت استان کرمان زاده شد. تحصیلات ابتدایی را در شهر بافت و تحصیلات دورهٔ متوسطه را در کرمان و پس از آن در مدرسهٔ دارالفنون تهران به پایان برد. او از کودکی به موسیقی و آواز گرایش داشت و به همین سبب، مقام نخست آواز در دبیرستان‌های کشور را بدست آورد. او در سال ۱۳۴۵ به دانشکدهٔ هنرهای زیبای دانشگاه تهران راه یافت و در سال ۱۳۵۱ در رشتهٔ معماری از دانشگاه تهران فارغ‌التحصیل شد. وی پایان‌نامه دورهٔ خود را زیر نظر محسن هشترودی و منصور فلامکی گذراند.
عطاالله امیدوار در ادامه به فعالیت‌های موسیقی نیز پرداخت و با تأیید مشیر همایون شهردار، مجوز همکاری با برنامهٔ گل‌ها را بدست آورد. وی در سال ۱۳۵۲ با سعید هرمزی آشنا شد و نزد او به فراگیری نواختن تار و سه‌تار پرداخت. قطعاتی با ساز سعید هرمزی و آواز امیدوار از آن دوران برجای مانده‌است. او همچنین از آموزش‌های آواز سلیمان امیرقاسمی نیز بهره برد. وی به خواندن اذان در دستگاه‌های مختلف موسیقی ایرانی نیز پرداخت و اذان‌هایی را با استناد به شیوه‌های آوازی در دستگاه‌های نوا، همایون و چهارگاه ضبط نمود که از آن میان، اذان او در دستگاه چهارگاه مورد توجه بیشتری قرار گرفت. وی تحصیلات دانشگاهی خود را در فرانسه ادامه داد و از دانشکده معماری مدرسه هنرهای زیبا فرانسه با درجهٔ دکترا فارغ‌التحصیل شد.
عطاالله امیدوار به ساخت فیلم‌های کوتاه نیز می‌پرداخت. نمونه‌هایی از فیلم‌های او در سینما تک موزه هنرهای معاصر تهران، خانه هنرمندان و … به نمایش درآمده‌اند. عباس کیارستمی آثار سینمایی امیدوار را به‌روز دانسته و دراین مورد گفته بود: «آنهایی که آثار امیدوار را نمی‌خواهند بفهمند درست همچون کسانی هستند که در گذشته صنعت چاپ را نمی‌فهمیدند».
عطاالله امیدوار کار در زمینهٔ نقاشی نیز آثاری را از سال ۲۰۰۰ میلادی آغاز کرد. نمایشگاه‌های بسیاری در ایران و پاریس از آثار «نقاشی‌های دیجیتالی» امیدوار برپا شده‌است. وی در حیطهٔ عکاسی، به‌ویژه عکاسی ماکت و تک‌چهره نیز فعال بوده و نمایشگاه‌هایی از آثار عکاسی‌اش برگزار کرده‌است.
وی همچنین نخستین عضو هیئت مدیره کانون مهندسین معمار دانشگاه تهران، عضو مؤسس کانون هنرهای تزئینی ایران و سه دوره کاندیدای نظام مهندسی ایران بوده‌است.

## درگذشت
عطاالله امیدوار ۱۳ دی ۱۴۰۰ پس از یک دوره بیماری درگذشت.

## آثار هنری
از جمله آثار هنری عطاالله امیدوار، به موارد زیر می‌توان اشاره نمود:
معماری:
- سالن همایش‌های بین‌المللی صدا و سیما[۶]
- سفارت امارات متحده عربی در تهران[۱۰]
- مرکز تجاری عشق آباد[۱۰]
- طراحی سالن‌های مؤسسه مطالعات بهره‌وری و منابع انسانی[۶]

نقاشی:
- نمایشگاه «پیش‌درآمدی به هزاره سوم» گالری مونت پارناس پاریس[۱۳]
- نمایشگاه نقاشی دیجیتال در خانه هنرمندان پاریس[۱۴]
- نمایشگاه آثار مدرن و نقاشی دیجیتالی «علی علی» در فرانسه[۱۵]
- نمایشگاه دوگانه آثار امیدوار در پاریس[۱۶]

عکاسی:
- نمایشگاه عکس‌های هنری و هوایی «آنچه من دیده‌ام؛ اصفهان از دید پرنده» در تهران[۱۷]